# Carl Lundquist (tävlingscyklist)
Carl August Leonard Lundquist, född 30 oktober 1891 i Adolf Fredriks församling, Stockholm, död 10 januari 1916, var en svensk tävlingscyklist.
Lundquist, som representerade SK Iter i Stockholm, gjorde sig känd som en av Sveriges bättre cyklister. Han deltog även med framgång i tävlingar i både Danmark och Norge. Han deltog även i Olympiska sommarspelen 1912. Han var under flera år sekreterare i SK Iter. Han avled på Sabbatsbergs sjukhus efter en tids sjukdom.